# Trophée Luxardo
Le Trophée Luxardo (Trofeo Luxardo - Coppa del Mondo di Sciabola dans sa forme longue, en italien) est une compétition annuelle d'escrime (au sabre masculin) qui se déroule dans la ville de Padoue, en Italie. Elle a été créée en 1955 se tient tous les ans depuis 1961 (exception faite de l'année 2002) et compte en 2017 soixante éditions. Eli Dershwitz en est le champion en titre.

## Historique
Le tournoi fut créé en 1955, bien avant l'instauration de la Coupe du monde d'escrime et constitue le plus ancien tournoi de sabre encore en activité. Son fondateur Franco Luxardo, un industriel et ancien sabreur, avait pour ambition de rassembler de jeunes escrimeurs de toutes les nations non seulement pour la compétition mais aussi pour franchir les barrières politiques et idéologiques et créer des liens de compréhension et d'amitié sur le long terme. Aussi, dès les premières éditions du tournoi, des tireurs soviétiques ont pu participer en dépit de la Guerre froide. Cet effort d'ouverture n'était pas toujours partagé par les deux camps : il fallut par exemple attendre la détente des années 1980 pour voir l'ouverture de compétitions telles que le Sabre de Moscou aux escrimeurs occidentaux.
Pour asseoir le prestige du tournoi, les finales de la compétition prennent parfois place dans des sites emblématiques de Padoue à l'architecture remarquable. Parmi ces sites, on peut trouver le Palazzo della Ragione, le Teatro Verdi (opéra de Padoue) ou le Caffè Pedrocchi.
La principale originalité du tournoi réside dans son trophée, une œuvre d'art unique réalisée pour l'occasion. Il est remis aux tireurs s'étant imposés à trois reprises, mais deux récipiendaires n'ont pas atteint cet objectif. Sept trophées différents ont été créés depuis les débuts du tournoi, le septième étant en jeu depuis 2002. Les six vainqueurs, par ordre chronologique, sont Luigi Narduzzi (qui n'a jamais remporté la compétition, 1962), Viktor Sidyak (1972), Michele Maffei (1979), Imre Gedővári (1983), Vasil Etropolski (vainqueur à deux reprises, 1989) et Stanislav Pozdniakov (2001).

## Palmarès
| Éd.  | Vainqueurs            | Vainqueurs     |
| Éd.  | Individuel            | Par équipes    |
| ---- | --------------------- | -------------- |
| 2024 | Colin Heathcock       | Corée du Sud   |
| 2023 | Michele Gallo         | Hongrie        |
| 2022 | Áron Szilágyi         | Non disputé    |
| 2020 | Tournoi annulé        | Tournoi annulé |
| 2019 | Luca Curatoli         | Corée du Sud   |
| 2018 | Eli Dershwitz         | Corée du Sud   |
| 2017 | András Szatmári       | Corée du Sud   |
| 2016 | Aldo Montano          | Hongrie        |
| 2015 | Kamil Ibragimov       | Russie         |
| 2014 | Áron Szilágyi         | Russie         |
| 2013 | Diego Occhiuzzi       | Italie         |
| 2012 | Nicolas Limbach       | Allemagne      |
| 2011 | Gu Bon-gil            | Italie         |
| 2010 | Áron Szilágyi         | Corée du Sud   |
| 2009 | Luigi Tarantino       | Biélorussie    |
| 2008 | Tamás Decsi           | Italie         |
| 2007 | Mihai Covaliu         | Russie         |
| 2006 | Nicolas Limbach       | Russie         |
| 2005 | Mihai Covaliu         | Non disputé    |
| 2004 | Sergey Sharikov       | Non disputé    |
| 2003 | Domonkos Ferjancsik   | Non disputé    |
| 2002 | Finales non disputées | Non disputé    |
| 2001 | Stanislav Pozdniakov  | Non disputé    |
| 2000 | Damien Touya          | Hongrie        |
| 1999 | Luigi Tarantino       | France         |
| 1998 | Stanislav Pozdniakov  | Russie         |
| 1997 | Sergey Sharikov       | Italie         |
| 1996 | Stanislav Pozdniakov  | Russie         |
| 1995 | Grigori Kirienko      | Russie         |
| 1994 | Florin Lupeică        | Non disputé    |
| 1993 | Tonhi Terenzi         | Non disputé    |
| 1992 | Vilmoș Szabo          | Non disputé    |
| 1991 | Vadim Gutzeit         | Non disputé    |
| 1990 | Laurent Couderc       | Non disputé    |
| 1989 | Grigori Kirienko      | Non disputé    |
| 1988 | Vasil Etropolski      | Non disputé    |
| 1987 | Andreï Alchan         | Non disputé    |
| 1986 | Andreï Alchan         | Non disputé    |
| 1985 | Vasil Etropolski      | Non disputé    |
| 1984 | Imre Gedővári         | Non disputé    |
| 1983 | Imre Gedővári         | Non disputé    |
| 1982 | Imre Gedővári         | Non disputé    |
| 1981 | Mikhaïl Bourtsev      | Non disputé    |
| 1980 | Michele Maffei        | Non disputé    |
| 1979 | Michele Maffei        | Non disputé    |
| 1978 | Imre Gedővári         | Non disputé    |
| 1977 | Viktor Sidyak         | Non disputé    |
| 1976 | Michele Maffei        | Non disputé    |
| 1975 | Vladimir Nazlimov     | Non disputé    |
| 1974 | Viktor Sidyak         | Non disputé    |
| 1973 | Michele Maffei        | Non disputé    |
| 1972 | Viktor Sidyak         | Non disputé    |
| 1971 | Viktor Sidyak         | Non disputé    |
| 1970 | Vladimir Vinokourov   | Non disputé    |
| 1969 | Viktor Sidyak         | Non disputé    |
| 1968 | Jerzy Pawłowski       | Non disputé    |
| 1967 | Vladimir Nazlimov     | Non disputé    |
| 1966 | Péter Bakonyi         | Non disputé    |
| 1965 | Tibor Pézsa           | Non disputé    |
| 1964 | Pierluigi Chicca      | Non disputé    |
| 1963 | Zoltán Horváth        | Non disputé    |
| 1962 | Tibor Pézsa           | Non disputé    |
| 1961 | Wojciech Zabłocki     | Non disputé    |
| 1959 | Wladimiro Calarese    | Non disputé    |
| 1956 | Giuseppe Comini       | Non disputé    |
| 1955 | Carlo Turcato         | Non disputé    |